# Académie royale des sciences de Suède
Ne doit pas être confondu avec Académie royale des sciences de l'ingénieur de Suède.
L'Académie royale des sciences de Suède est une des académies royales de Suède.

## Histoire
Sous les auspices du roi Frédéric Ier de Suède, elle est fondée le 2 juin 1739 par :
- Jonas Alströmer (1685-1761), manufacturier
- Claes Grill (1705-1767), financier
- Anders Johan von Höpken (1712-1789), homme politique
- Sten Carl Bielcke (1709-1753), homme politique et botaniste
- Carl von Linné (1707-1778), naturaliste et médecin
- Mårten Triewald (1691-1747), ingénieur
- Carl Wilhelm Cederhielm (1705-1769)[1], propriétaire terrien et homme politique

Cette institution, structure indépendante, vise à promouvoir les sciences, et plus particulièrement les sciences naturelles et les mathématiques. Les buts de l’institution sont mercantilistes, plaçant l'économie suédoise au centre des objectifs de recherche.
Depuis la création des prix Nobel en 1901, elle sert également de comité de sélection pour les prix de physique et chimie. Mais elle participe également à la désignation des lauréats des prix Crafoords en mathématiques, géoscience, biologie (écologie et évolution en particulier) puis en astronomie ainsi que ceux du prix Gregori Aminoff en cristallographie ou encore du prix de la Banque de Suède en sciences économiques en mémoire d'Alfred Nobel.

## Liste des conservateurs
- Carl von Linné (1707-1778)

## Liste des secrétaires permanents
Les personnes suivantes ont été secrétaires permanents de l'Académie :
- Anders Johan von Höpken (en), 1739-1740, 1740-1741
- Augustin Ehrensvärd, avril-juin 1740
- Jacob Faggot (en), 1741-1744
- Pehr Elvius, 1744-1749
- Pehr Wilhelm Wargentin, 1749-1783
- Johan Carl Wilcke et Henrik Nicander, 1784-1796
- Daniel Melanderhjelm et Henrik Nicander, 1796-1803
- Jöns Svanberg et Carl Gustaf Sjöstén 1803-1808; Sjöstén a été suspendu en 1808 pour négligences dans ses attributions
- Jöns Svanberg, 1809-1811
- Olof Peter Swartz, 1811-1818
- Carl Berzelius, 1818-1848
- Peter Fredrik Wahlberg, 1848-1866
- Georg Lindhagen, 1866-1901
- Christopher Aurivillius, 1901-1923
- Henrik Gustaf Söderbaum (en), 1923-1933
- Henning Pleijel, 1933-1943
- Arne Westgren, 1943-1959
- Erik Rudberg, 1959-1972
- Carl Gustaf Bernhard (en), 1973-1981
- Tord Ganelius (en), 1981-1989
- Carl-Olof Jacobson, 1989-1997
- Erling Norrby, 1997 - 30 June 2003
- Gunnar Öquist (en), 1er juillet 2003 -
- Staffan Normark, 1er juillet 2010 – 30 juin 2015
- Göran K. Hansson, depuis le 1er juillet 2015[3]

## Publications
Depuis sa création en 1739, l'académie publie des Vetenskapsakademiens Handlingar, littéralement les documents de l'Académie suédoise des sciences. Ces publications continuent pendant plus de deux siècles, jusqu'en 1974. À côté de cette publication principale, l'académie a également publié :
- Öfversigt af Kongl. Vetenskapsakademiens förhandlingar (1844–1903)[4]
- Bihang till Vetenskapsakademiens Handlingar (1872–1902)[5]
- Vetenskapsakademiens årsbok (1903–1969)[6]

Au XIXe siècle l’académie commence également à publier des rapports annuels dans différentes disciplines. En physique et en chimie à partir de 1826, en technologie à partir de 1927, en botanique à partir de 1931 et en zoologie à partir de 1932. Au fil du temps ces publications sont tantôt regroupées tantôt éditées séparément, jusqu'en 1903 où ils sont regroupés au sein d'une nouvelle revue : Arkiv för Matematik, Astronomi och Fysik. Celle ci-perdure sous cette forme jusqu'en 1949 avant d'être de nouveau décomposée en entités spécifiques : Arkiv för Matematik qui traite des mathématiques, Arkiv för Fysik qui traite de physique, Arkiv för Astronomi qui traite d'astronomie et Arkiv för Geofysik qui traite de géophysique.

### Source
- Erik Åhlander, Sven O. Kullander & Bo Fernholm (1997). Ichthyological Collection Building at the Swedish Museum of Natural History, Stockholm. in Collection building in ichthyology and herpetology (T.W. Pietsch et W.D. Anderson, dir.), American Society of Ichthyologists and Herpetologists : 13-25.  (ISBN 0-935868-91-7)